# Sigtuna
Sigtuna je město ve Švédsku, v kraji Stockholm, v zátoce jezera Mälaren. K roku 2010 mělo 8444 obyvatel. Město sehrávalo významnou úlohu ve švédských dějinách, zejména v 10. až 12. století. Podle některých pramenů byla Sigtuna královským sídlem, vedou se o tom však spory.
Jádrem osídlení byla Stará Sigtuna, o níž se hovoří již v severských mýtech jako o Odinově sídle. Asi čtyři kilometry od tohoto prastarého hradiště, dnes nazývaného Signhildsberg, vzniklo kolem roku 980 přístavní město. Za zakladatele města je považován Erik Vítězný nebo Olof Skötkonung. Asi 250 let pak patřilo k nejdůležitějším městům Švédska. Na konci 10. a na začátku 11. století zde byly raženy první švédské mince. Roku 1010 Sigtuna získala městská práva. V roce 1187 byla Sigtuna napadena a drancována nájezdníky, patrně Karelci, Kury nebo estonskými Oeseliany. Přesto nebylo město dle všeho zcela zničeno a život se rychle obnovil. Kostel Panny Marie, postavený ve 13. století řádem dominikánů jako klášterní kostel, zůstal z velké části nedotčen. Dominikánský klášter hrál důležitou roli ve švédském středověku a vzešlo z něj mnoho švédských arcibiskupů. Během 13. století však město také začalo ztrácet na významu, kvůli problémům s postglaciálním vzestupem, který ztížil plavbu a přístavní funkci. Na konci 19. století byla Sigtuna již nejmenším městem ve Švédsku, žilo v ní asi 600 lidí. Město zůstalo bezvýznamné až do druhé poloviny 20. století. Růstu populace souvisí s vybudováním nedalekého letištěm Stockholm-Arlanda. Pro svou středověkou atmosféru s úzkými uličkami, malými obchůdky a gotickými památkami je dnes Sigtuna oblíbenou atrakcí pro turisty, zejména v létě. V Číně byla nedaleko Šanghaje dokonce postavena kopie tohoto města, pod názvem Luodian (罗店).